# O Seixo (La Gudiña)
O Seixo es una aldea española situada en la parroquia de Barja, del municipio de La Gudiña, en la provincia de Orense, Galicia.

## Demografía
| Gráfica de evolución demográfica de O Seixo entre 2000 y 2022 |
|                                                               |
| Datos según el nomenclátor publicado por el INE.              |

## Patrimonio
En este lugar se encuentra el pazo del Seijo, del siglo XVIII, y la capilla del Seijo, posiblemente de la misma época.